# Costume provençal comtadin

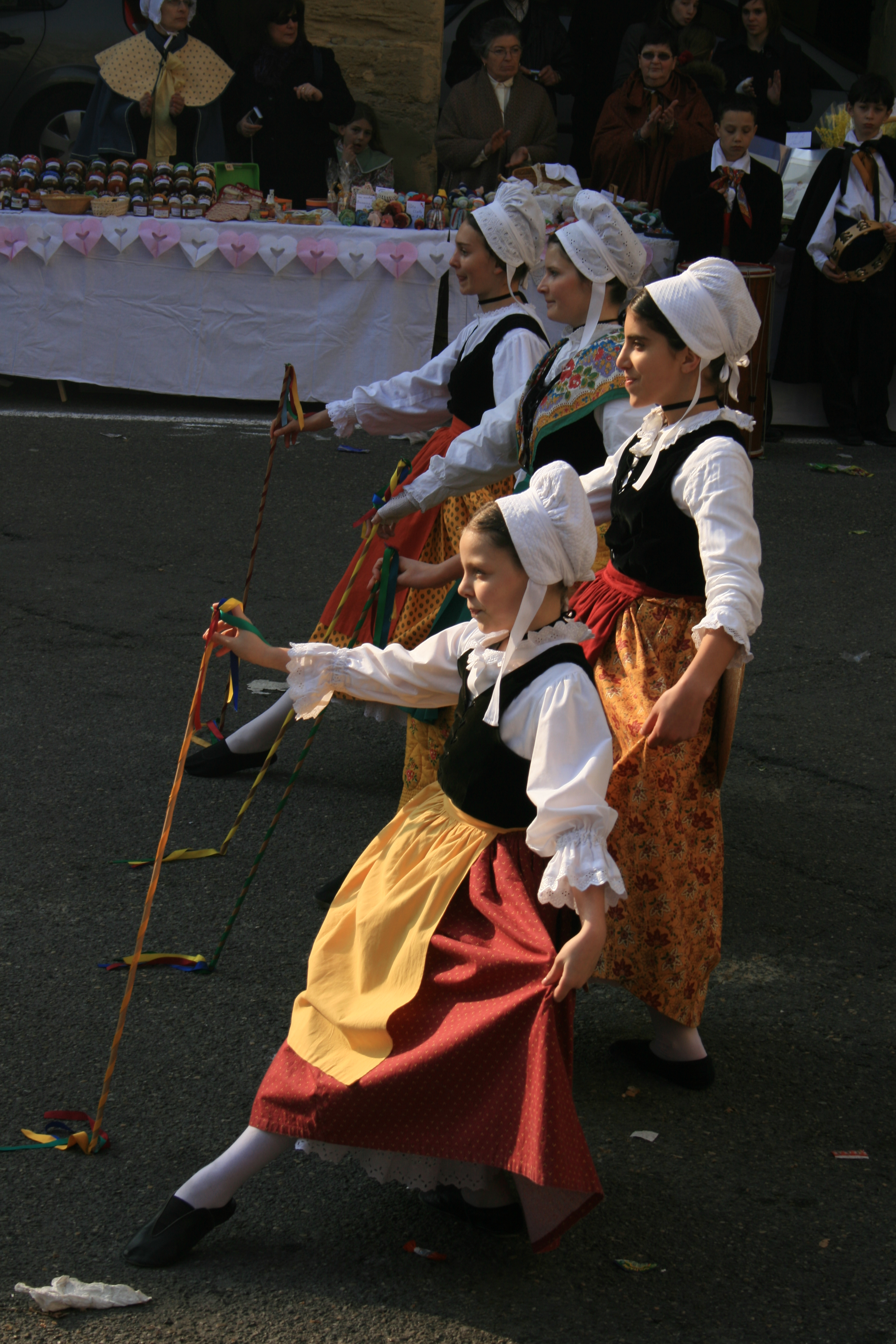
Costume provençal comtadin

Le costume provençal comtadin désigne les vêtements traditionnellement portés dans le Comtat Venaissin et jusqu'au nord de la Durance jusqu'à la fin du XIXe siècle. Il représente l'un des deux grands types de costumes portés en Provence, bien qu'en 1884, le félibre Frédéric Mistral ait cherché à imposer le costume d'Arles comme symbole du vêtement provençal. Son signe le plus distinctif est la coiffe à la grecque.

## Vêtements féminins

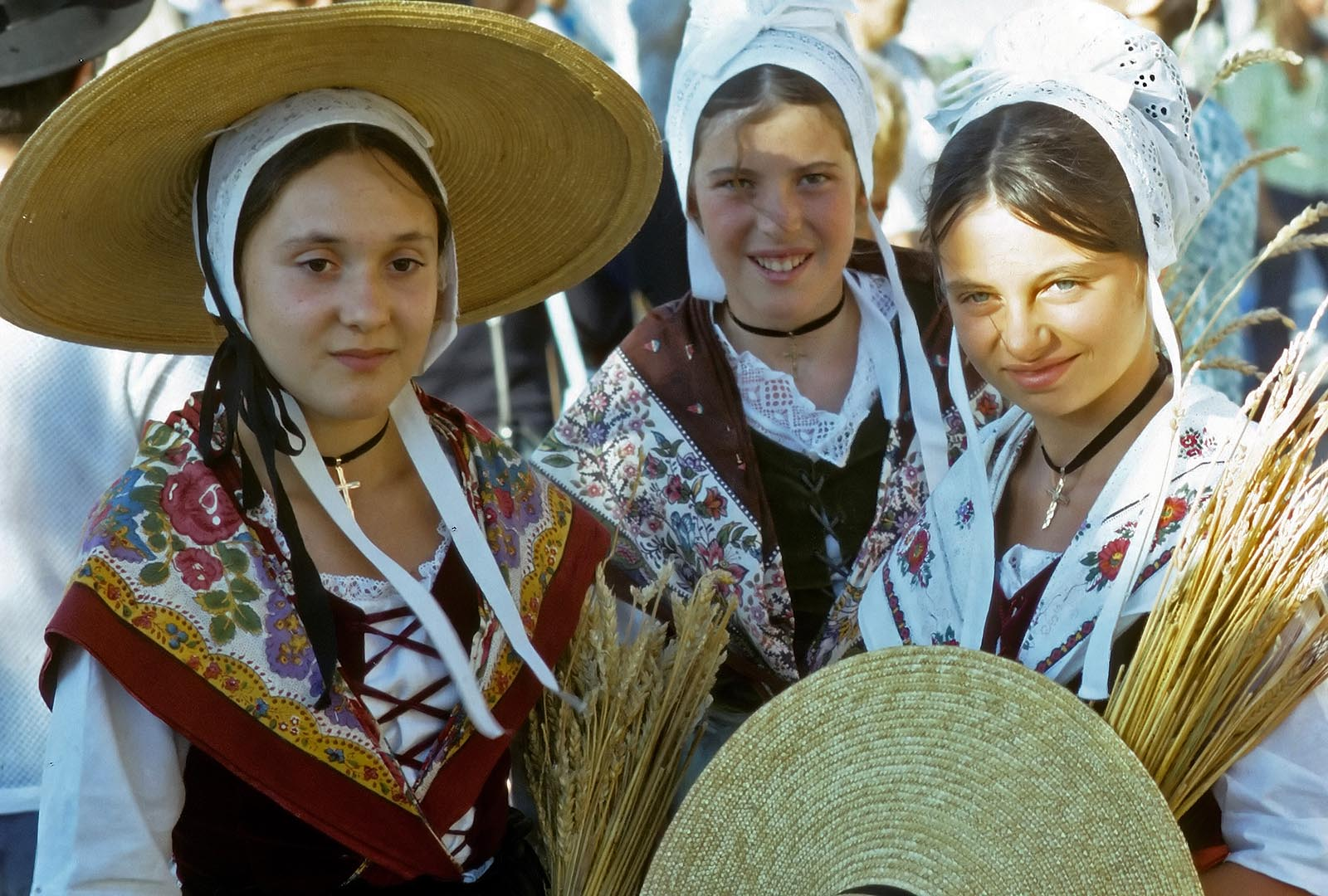
Jeunes comtadines

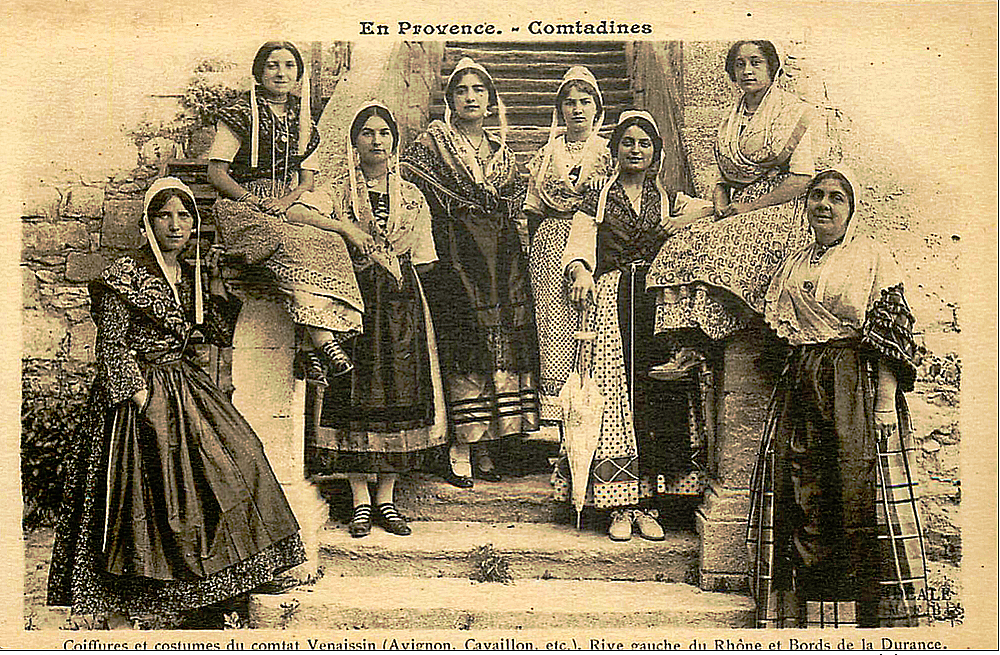
Costume féminin dans les années 1900

Ayant naturellement évolué à travers les siècles, la version fixée vers 1850 du costume comtadin, et dont le port a été relancé par le félibre Théodore Aubanel au début du XXe siècle se décline en plusieurs matières, en fonction des saisons et des métiers. 
Ses composantes restent toutefois identiques : 

chemise, jupon, jupe simple ou matelassée, le couthiloun, tablier, corselet, caraco, fichu et coiffe. En hiver, s'y adjoint une cape. Les comtadines portent par ailleurs un tour de cou en velours, supportant un bijou, le plus souvent une croix. 

### La coiffe

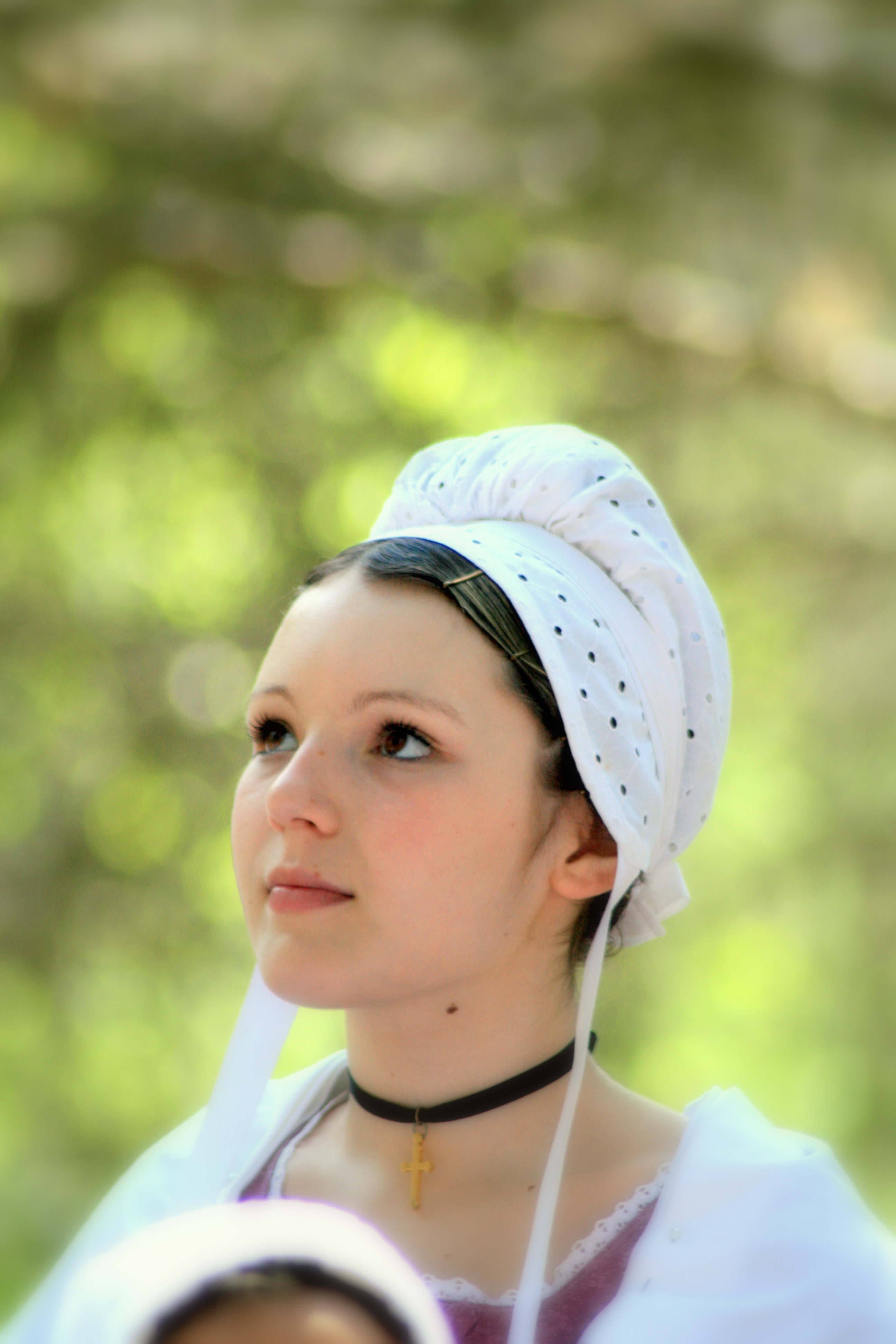
Coiffe comtadine à la grecque

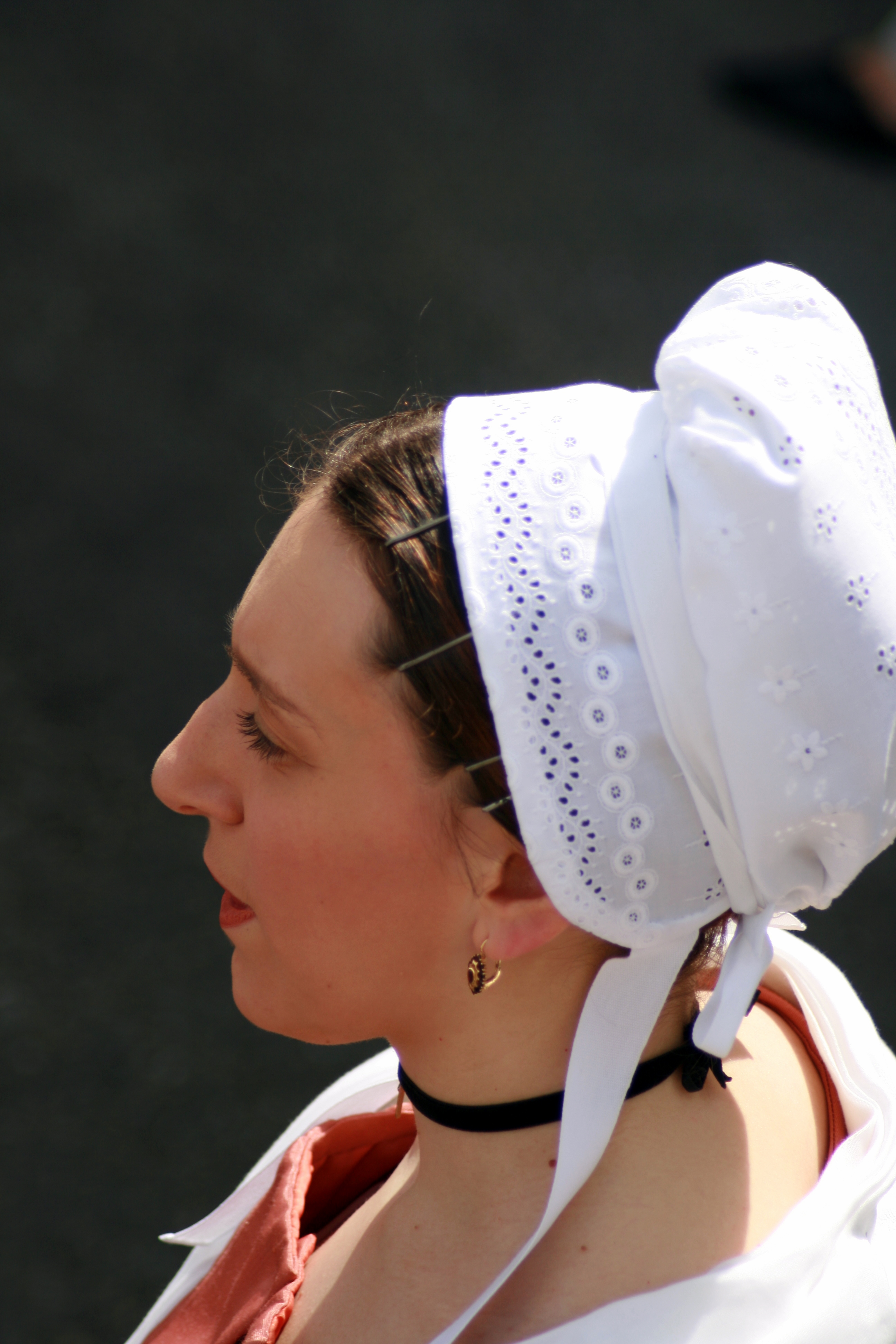
Coiffe de coton en broderie anglaise

Dite « à la grecque », voire quelquefois « phrygienne », elle est composée d'un bandeau, ou visagière de largeur variable, masquant le sommet des oreilles, et d'un fond froncé dans sa partie supérieure et formant une proéminence pour recouvrir le chignon, placé haut sur le sommet du crane. Dans le bas du fond est disposé un double ruban coulissant, qui permet de serrer la coiffe et d'assurer son maintien. Ces rubans sont noués dans la nuque, soit directement, soit après avoir été croisés sur le somment de la tête. 
Le bandeau est muni de veto, fines bandes d'attaches encore appelées barbes ou lacets, qui étaient initialement nouées sous le cou. Dans les versions actuelles, ces attaches sont librement pendantes. 
Les matériaux employés, toujours blancs depuis le XIXe siècle, sont variables : simple piqué de coton ou piqué façonné, piqué rebrodé, mousseline, tulle brodé ou juxtaposition de lés de dentelle, qu'elle soit mécanique ou de Valenciennes. Pour les matériaux les moins rigides, il est nécessaire d'empeser les coiffes afin qu'elles gardent une forme harmonieuse. L'empois le plus utilisé est une solution d'amidon, qui est solidifiée par application de fer chaud.

### La pointe
La pointe, ou 'pouncho' en provençal, est une simple étoffe de coton carrée, pliée en deux selon une diagonale pour former un triangle. Portée en mouchoir de cou ou sur la coiffe, elle est très courante jusqu'aux années 1760, où elle est progressivement remplacée par le fichu, surtout chez les citadines, après la fin de la prohibition des indiennes.

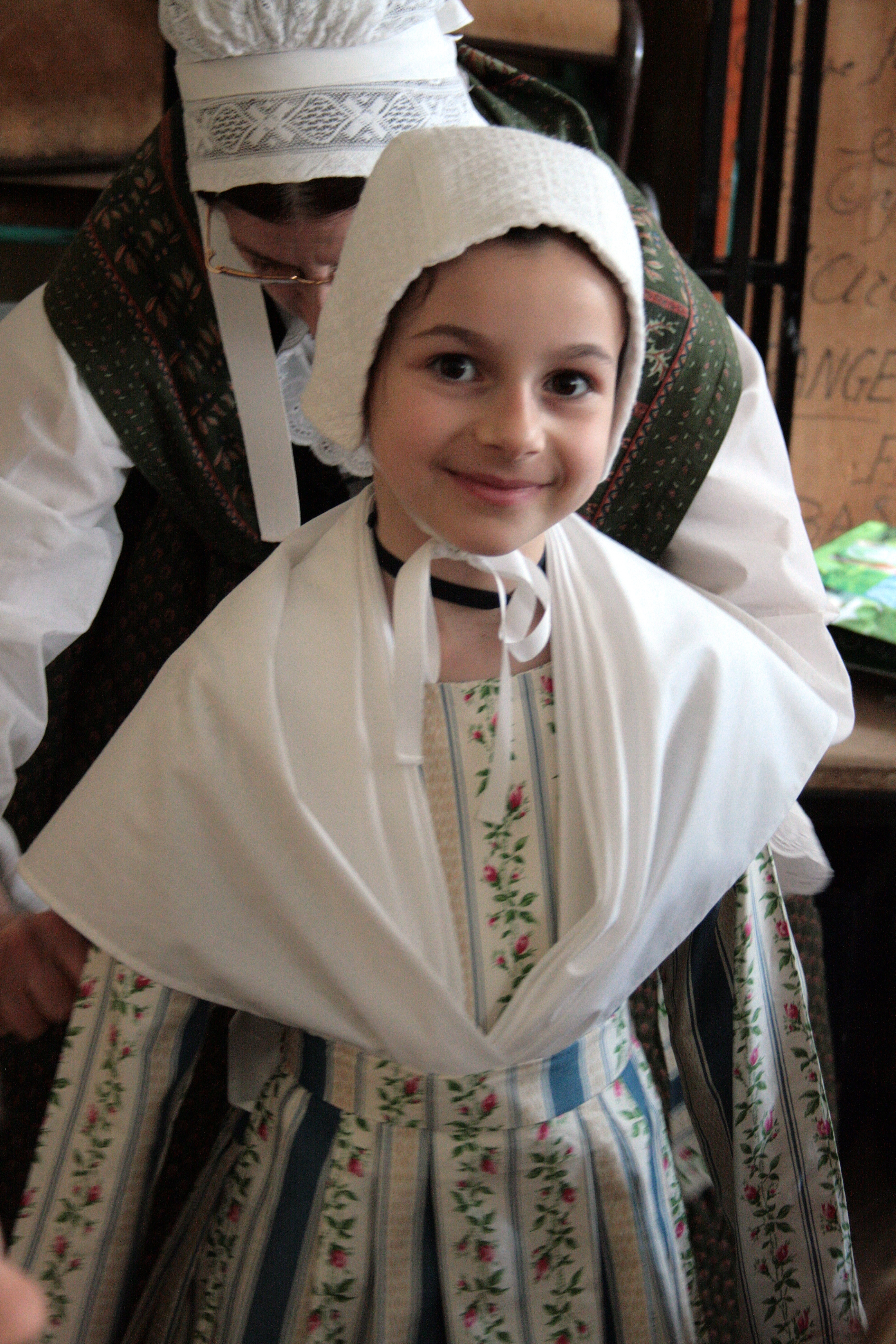
La pointe
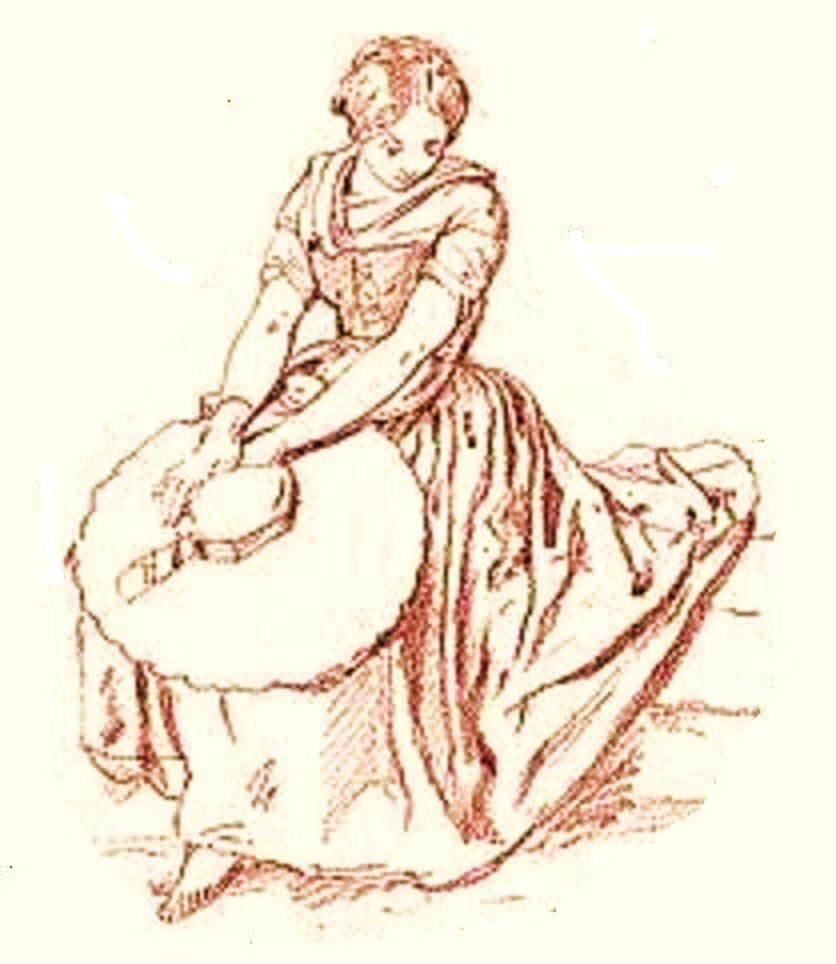
Comtadine en costume du XIXe siècle, par Jean-Joseph Bonaventure Laurens, à l'Inguimbertine de Carpentras
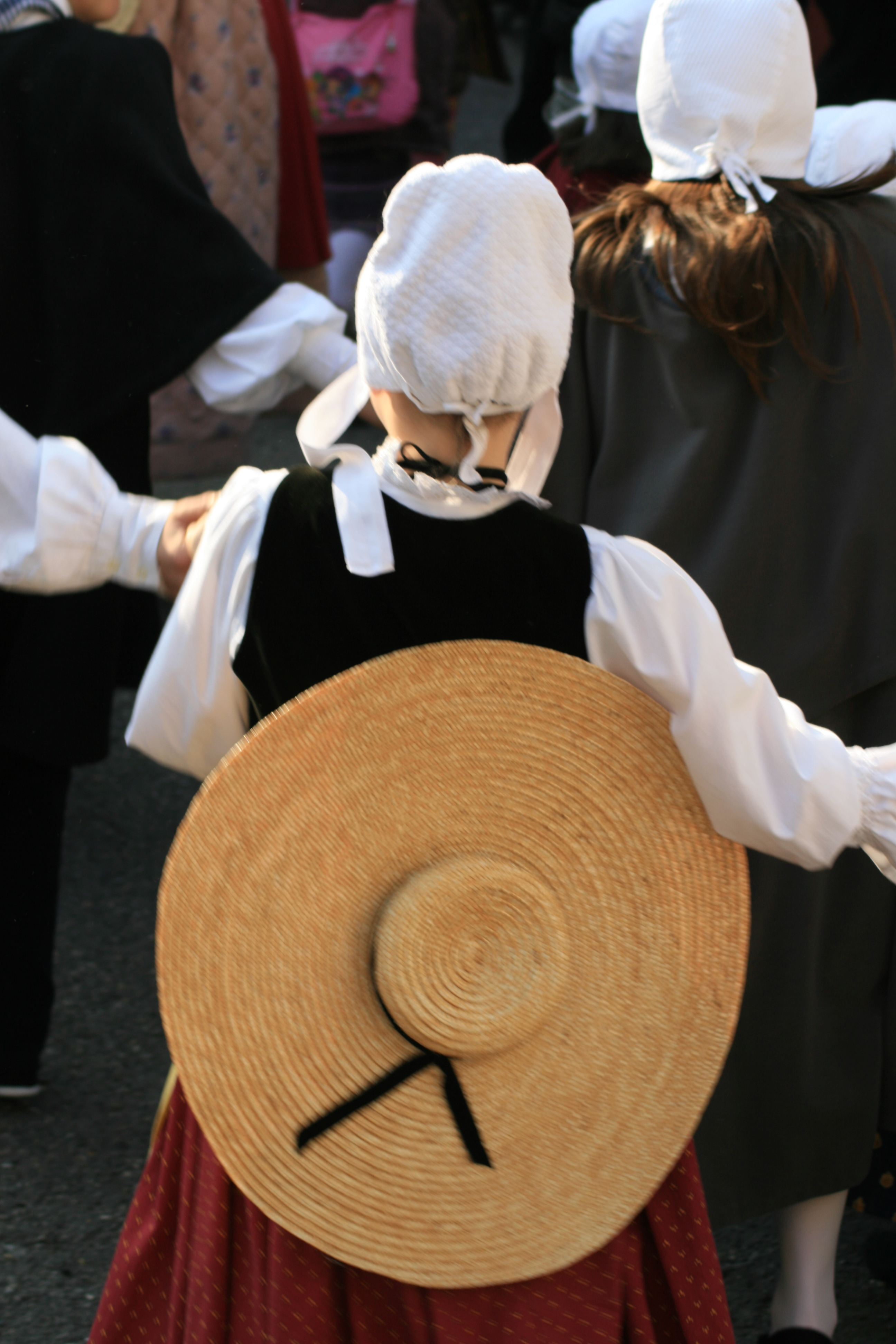
Le chapeau

### Le chapeau
Il est constitué d'une tresse de paille, cousue en spirale et mise en forme. Présentant des similitudes avec le chapeau niçois, ses bords sont toutefois plus larges, et son fond plus profond. Il est orné d'un bourdalou, ou ruban de velours. Extrêmement souple et résistant, il s'attache à la taille lorsqu'il n'est pas porté sur la tête.

### Les vêtements de dessous

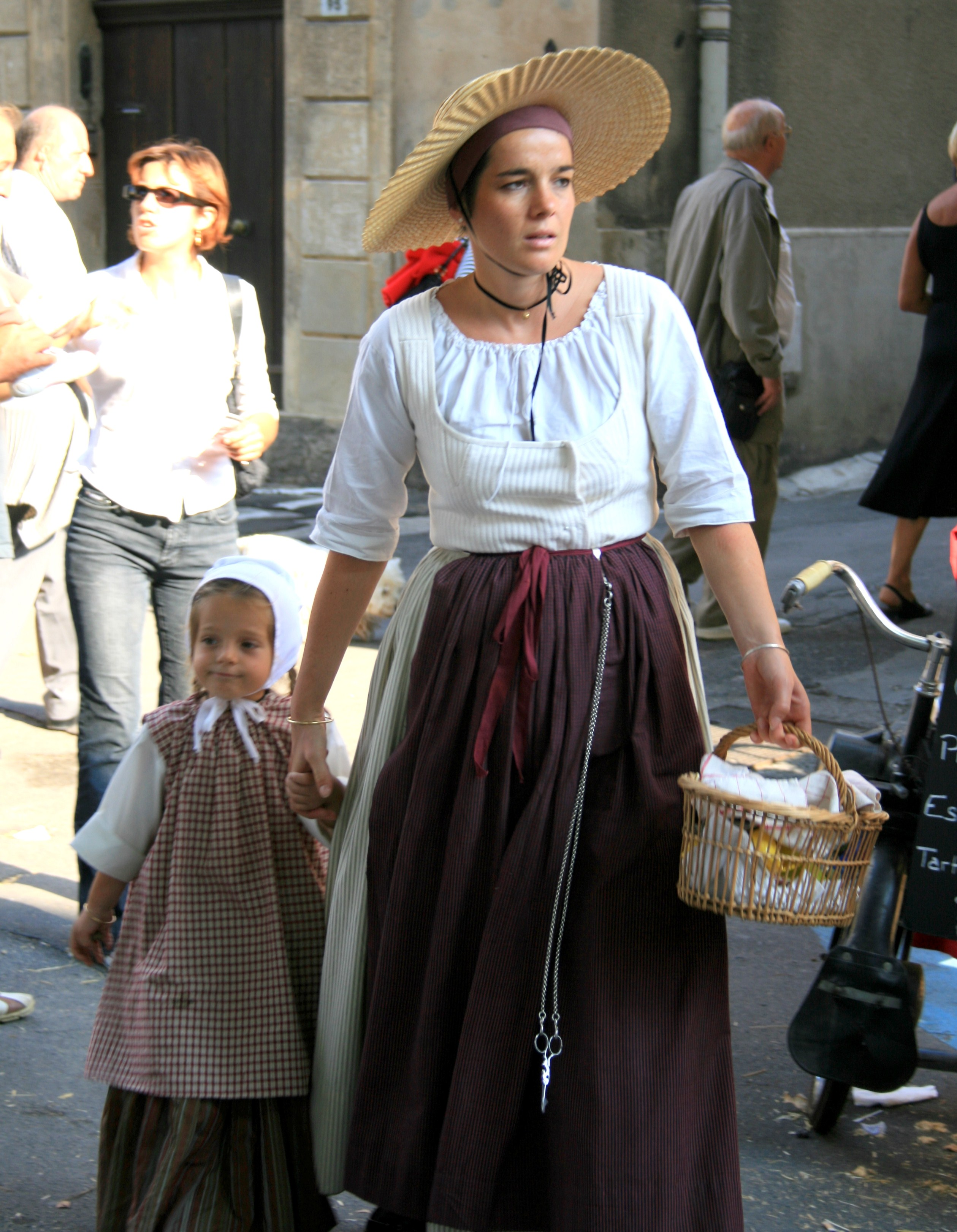
La chemise à manche longue

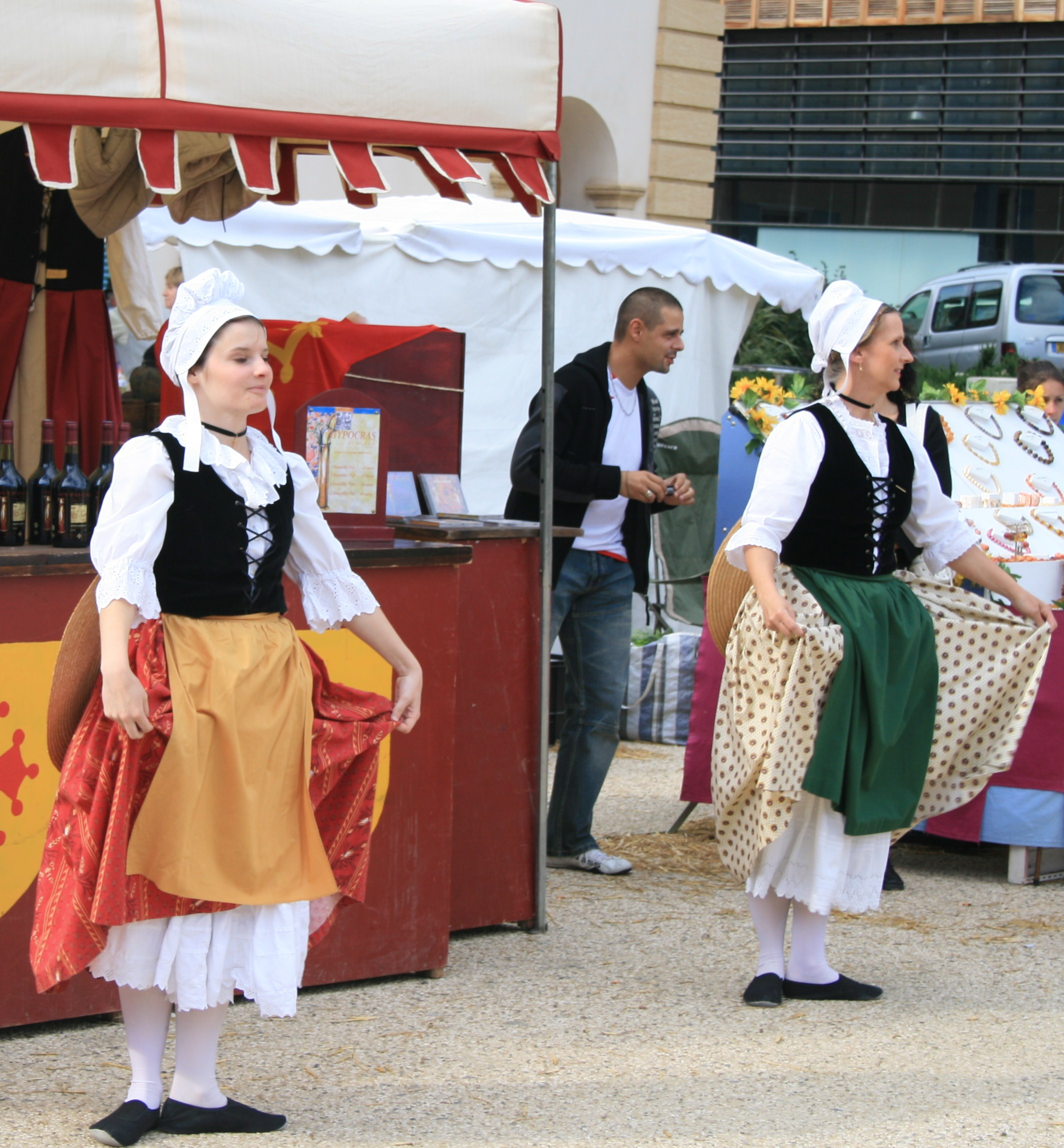
Le jupon orné de broderies

L'usage de la chemise est commune à toute la France à la fin du XVIe siècle. Sa fonction première est d'assurer la propreté : elle absorbe la sueur et la crasse, et permet d'épargner les vêtements de dessus. Initialement en toile de chanvre avec des manches en tissu plus léger, elle évolue progressivement. Le lin puis la percale remplacent le chanvre, et les manches se raccourcissent, laissant apparaître la moitié du bras, puis leur quasi-totalité au XIXe siècle. Toutefois, dans le Comtat Venaissin, elle est portée avec des manches semi-longues, ressemblant à la traditionnelle camisole. 
Le jupon, ou plutôt les jupons, puisque plusieurs cas sont rapportés de port de trois à quatre d'entre eux, sont à l'origine faits de tissus simples ou d'assemblages de tissus. Ils évoluent eux aussi vers la percale, et sont progressivement ornés dans leur partie basse, au fur et à mesure que les jupes raccourcissent avec le port de bas et de chaussures.

### Le corset ou corselet
Initialement corset, en matière semi-rigide ou basin, quelquefois pourvu d'armature, cette pièce de l'habillement évolue rapidement vers le corselet, pièce sans manche portée sur la chemise dont il laisse apparaitre le bord (listo), et lacé de façon plus ou moins échancré sur le devant. Le velours est actuellement largement employé dans la fabrication de nouveaux costumes.

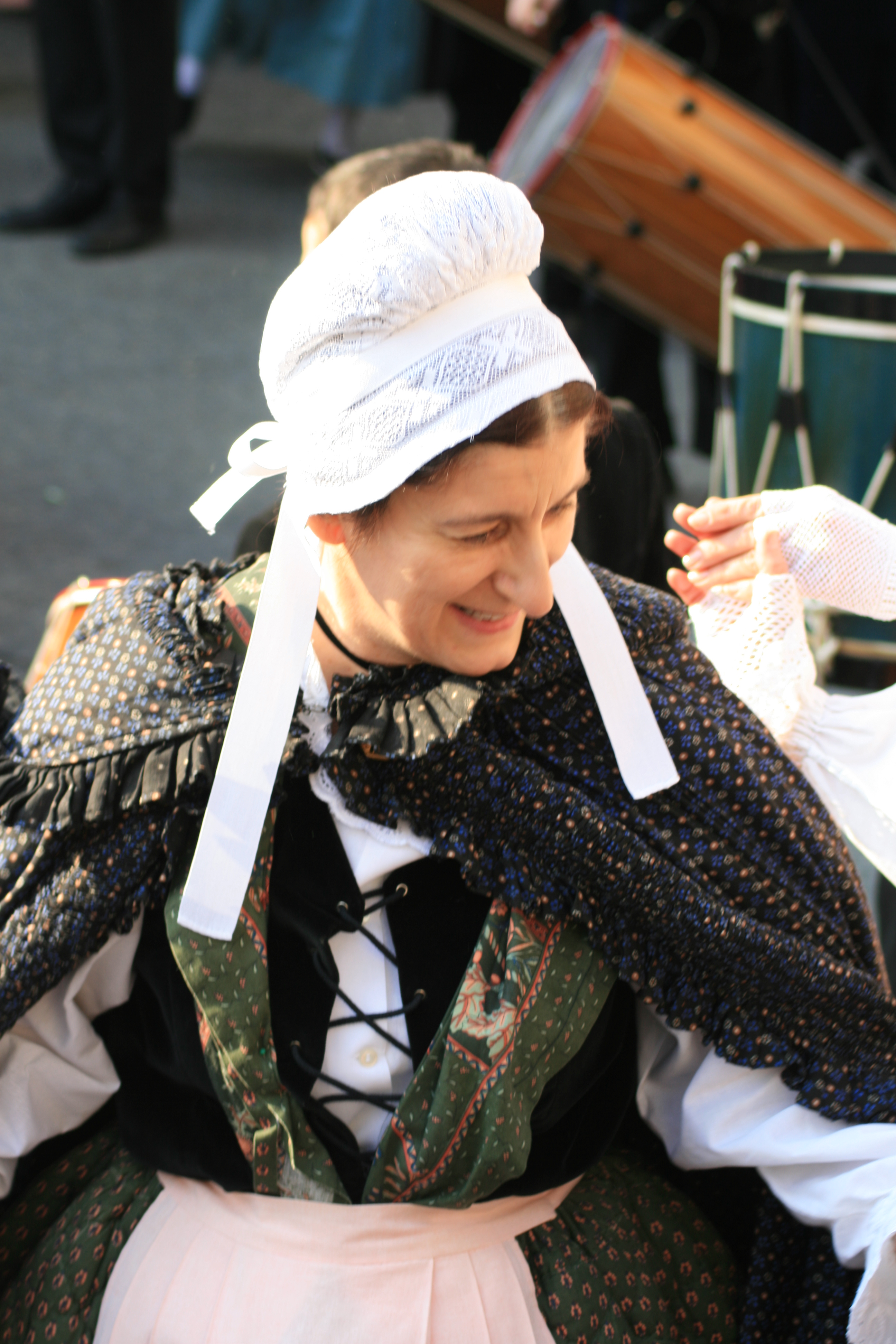
Le corset ou corselet comtadin
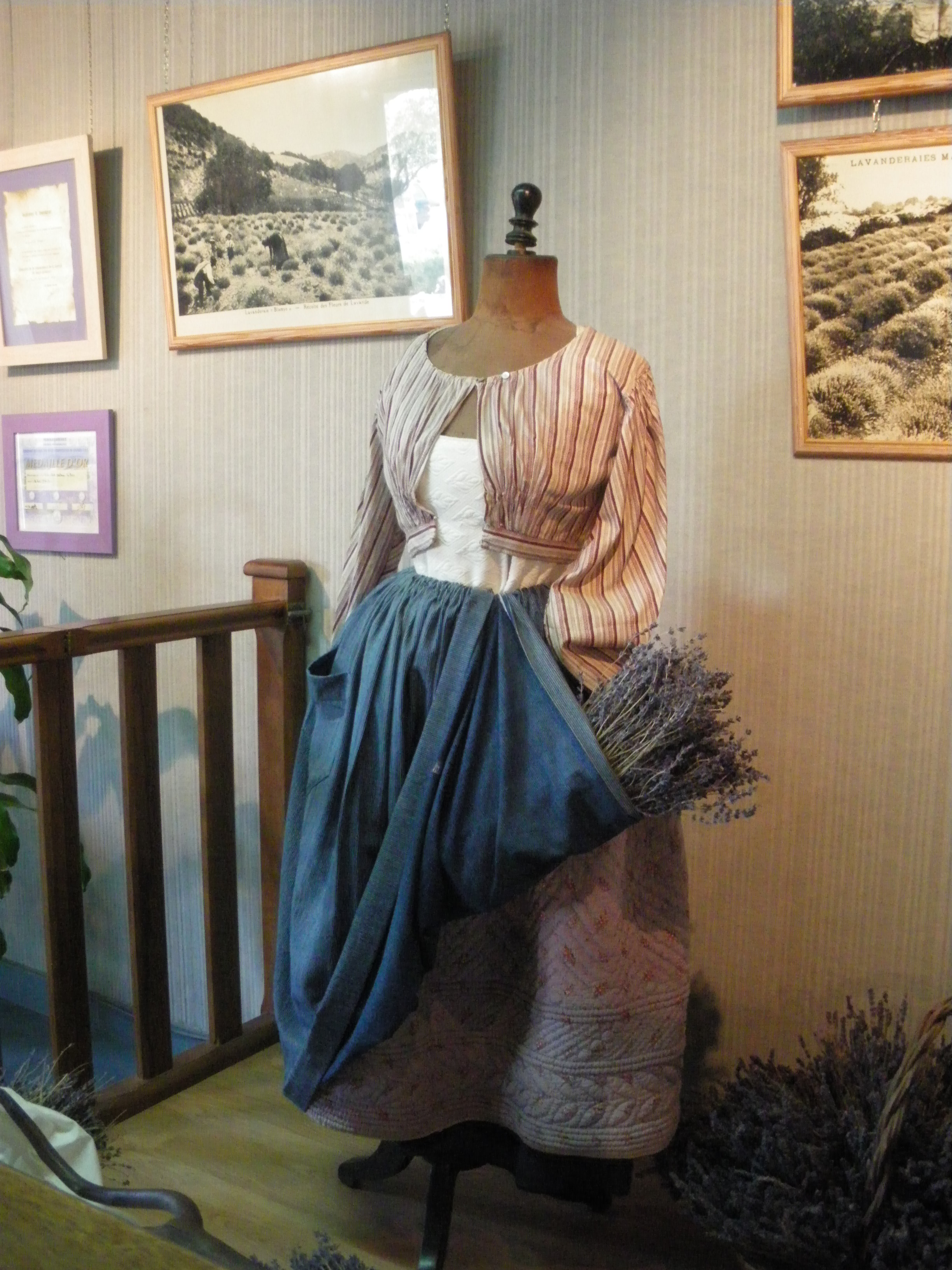
Caraco de ramasseuse de lavande

### Le caraco
Au milieu du XVIIIe siècle, on porte sur le corset un drolet (ou droulet) de popeline puis un peu plus tard un casaquin, en coton imprimé, en nankin ou basin. Il s'agit d'un vêtement du haut, aux manches ajustées, plus longues dans le cas du casaquin. Alors que le premier ne comporte qu'une basque rectangulaire dans le dos, le second comporte deux basques séparées et volantes. À la fin du XVIIIe siècle, le casaquin se raccourcit à la taille, voire sous les seins, pour devenir le caraco, souvent en indienne doublée d'un autre tissu moins noble.

### Le fichu

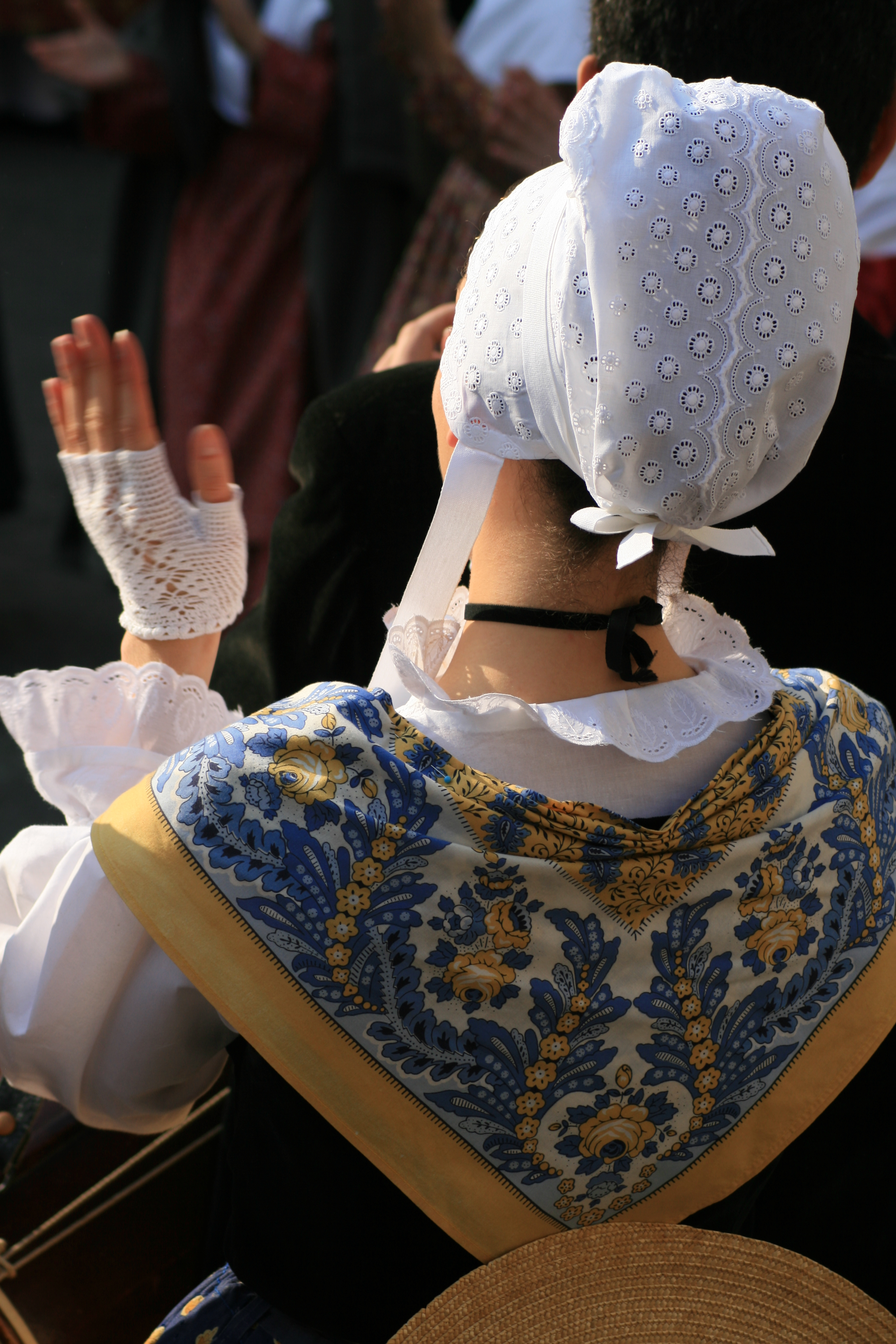
Le fichu comtadin porté sur les épaules

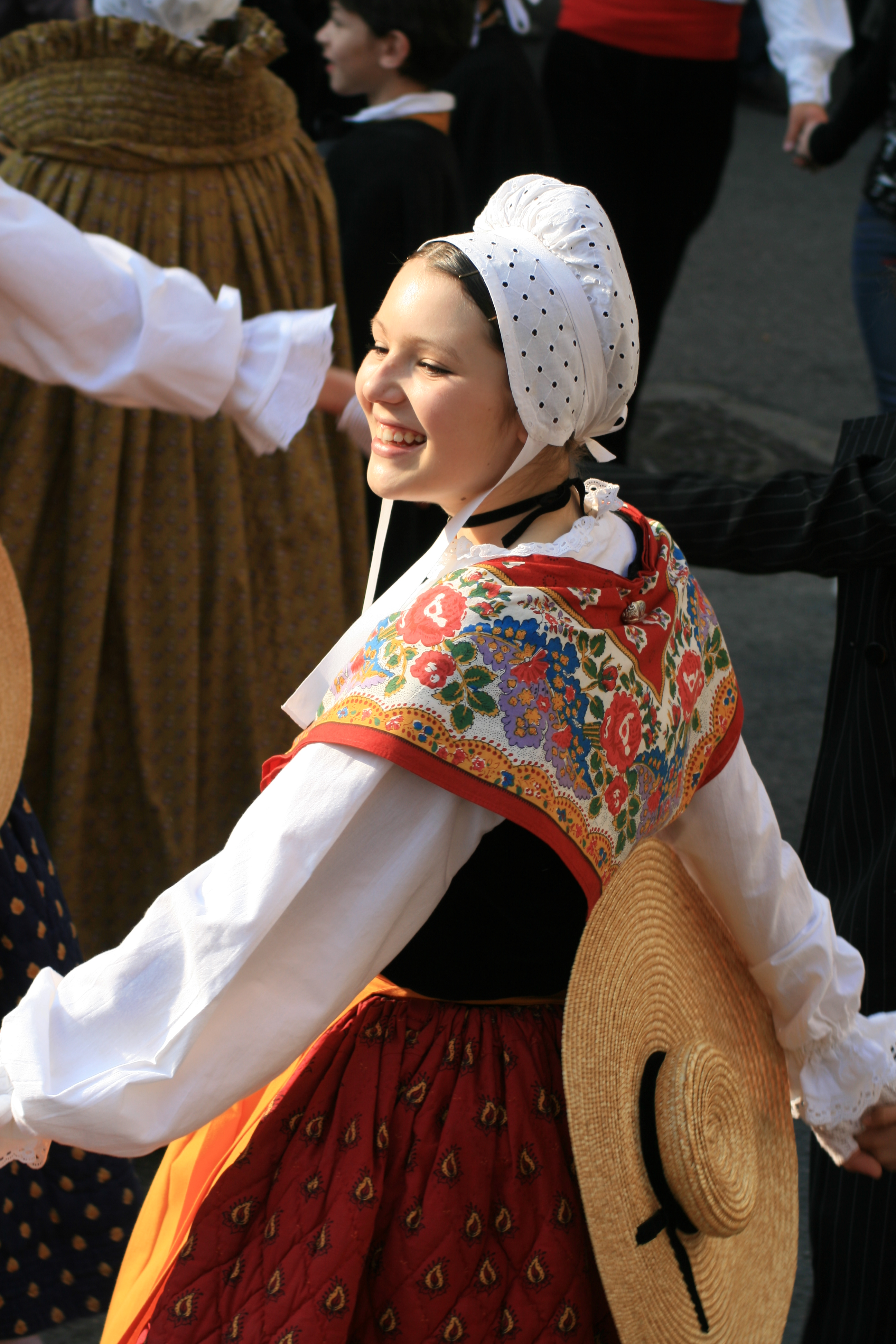
Le fichu en indienne

Grand morceau d'étoffe de matières variées, il est porté sur les épaules, et ses extrémités sont maintenues en place dans la jupe. Il est d'abord plié en pointe, puis sa taille est réduite par de savants plis supplémentaires de la diagonale, maintenus par des épingles. Ce pliage est un art qui permet de le porter « en bénitier », l'objectif étant qu'il forme une coque dans le dos, mettant en valeur la nuque. L'emploi des épingles a généré un vocabulaire conséquent, dont les expressions les plus connues sont « être tirée à quatre épingles » et « qui s'y frotte s'y pique ».
Il peut être constitué de dentelle, et se méprend alors avec le fichu arlésien, de mousseline de laine en hiver, d'indiennes ou cotonnades reproduisant des motifs persans produites à Orange ou Avignon en été, ces deux villes ayant échappé à la prohibition décrétée en France jusqu'en 1759.  La fabrication d'indiennes n'a jamais cessé jusqu'à la fin du XXe siècle.

### La jupe oucouthiloun

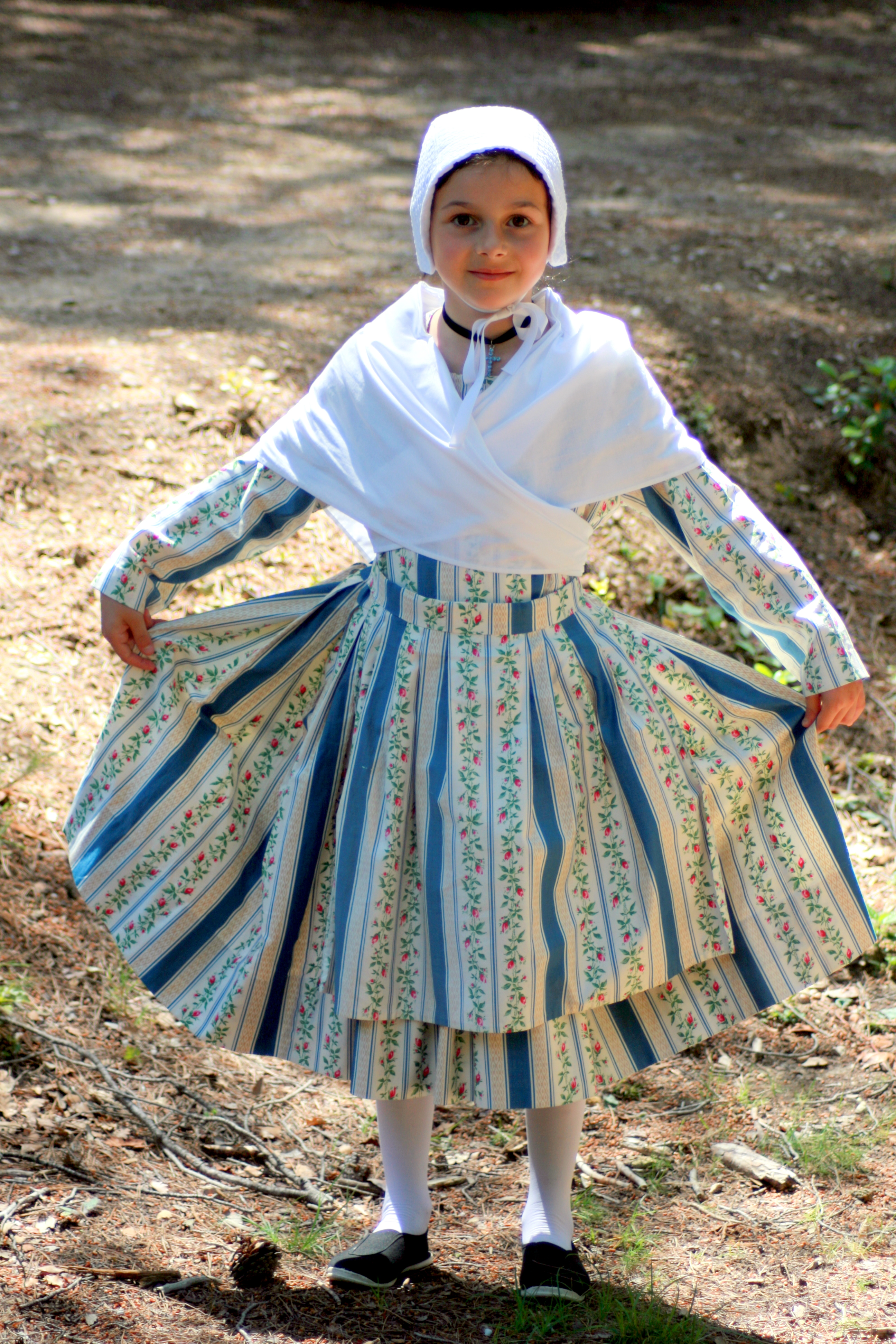
La jupe ou couthiloun

Simple pour les paysannes qui la portent lors des travaux champêtres, il en existe une version matelassée. Une couche de ouate est insérée entre deux types de tissus, et piquée à la main par des coutures en forme de losanges, ou moins fréquemment brodée pour faire ressortir des motifs, voire encore traitée selon la technique du boutis. Le bas de la jupe comporte plusieurs rangs horizontaux de piqures à petits points. Ces jupes sont montées à plis canons sur l'arrière, et maintenus par un bourrelet. 
La partie du devant, fendue au centre, est montée sur ruban coulissant, et s'ajuste en nouant cette coulisse. Les plis obtenus par ce fronçage sont moins nombreux (voire absents pour peu que la Comtadine ait pris de l'embonpoint) faisant apparaître un ventre plat et un postérieur rebondi. 
Le cotillon était initialement un vêtement de dessous, puis s'est progressivement raffiné dans ses motifs lorsqu'il est devenu vêtement de dessus, pouvant être lié au caraco alors de même tissu pour former une robe. 
Les matériaux, initialement de toile monocolore, cadis, toile bleue de Nîmes, chanvre ou laine se transforment entre le XVIIe siècle et le XVIIe siècle, et sont remplacés par des cotonnades unies, ou des « petites étoffes », mélanges de soie et de coton. Les motifs se diversifient : étoffes à rayures pour les paysannes, à fleurs, ou motifs persans pour les citadines, avec en parallèle un large recours aux indiennes.

### Le tablier
Pièce importante de l'habillement, le tablier ou faudau cumule trois fonctions : de protection, symbolique et d'ornement.
Le chanvre, les toiles rustiques, les tissus de réemploi sont les matières utilisées pour les grands tabliers des travaux ordinaires ceinturés par des attaches ou une coulisse. Des poches intérieures ou appliquées, plus ou moins grandes le complètent.

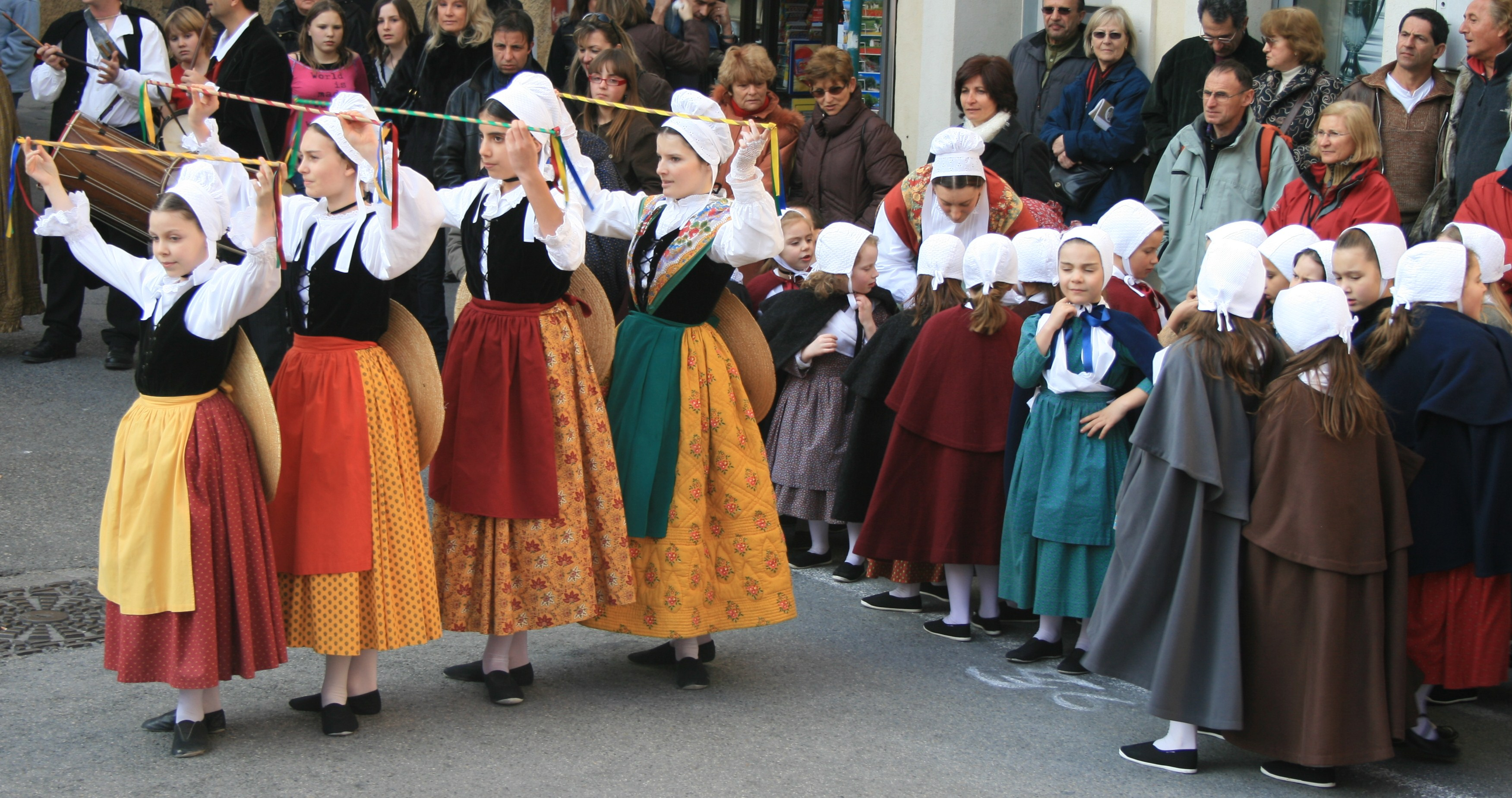
Le tablier

La percale glacée, le taffetas, la soie, les petits plis et les fronces sont choisis pour confectionner les beaux tabliers longs et étroits des tenues de fête. Dans le Comtat, il est assez courant de croiser les attaches du tablier dans le dos pour les ganser sur le devant.